# Vatel
Vatel je britansko-francuski film snimljen 2000. godine. Režirao ga je Roland Joffé, a temeljen je na životu čuvenog francuskog kuhara Françoisa Vatela iz 17. stoljeća.
Radnja se odvija 1671. na početku francusko-nizozemskog rata. 
François Vatel odan starom i financijski slomljenom Louisu II Bourbonskom, princu de Condeu koji želi steći naklonost kralja Louisa XIV. te ga poziva na trodnevni festival u Château de Chantilly, svoj dvorac u Chantillyju (Francuska).
Princ de Conde daje Vatelu sve moguće ovlasti da organizira doček važnih gostiju iz versajske palače u dvorcu Chantilly. Primanje koje će trajati tri dana mora izgledati spektakularno. 
Vatel vodi imanje i predvodi vojsku sluga i ostalih poslužitelja, koji se brinu za spektakularne bankete, večere i ostala događanja kako bi što više oduševili i iznenadili samog kralja. 

## Vanjske poveznice
- Vatel u internetskoj bazi filmova IMDb-a